# Тимиш (река)
Ти́миш, Та́миш (рум. Timiş, серб. Тамиш) — река в юго-восточной Европе, протекающая по румынскому Банату и сербской Воеводине, левый приток Дуная. Река известна с древнеримских времён, когда она носила название Тибискус (лат. Tibiscus).
Длина реки — 340 км.
По Румынии проходит около 240 километров течения реки, на которых она принимает в себя множество мелких притоков, крупнейшие из которых — Бистра и Погэниш. На стокилометровом сербском участке в Тимиш впадает только Брзава, но она, в то же время, крупнейший приток Тимиша.

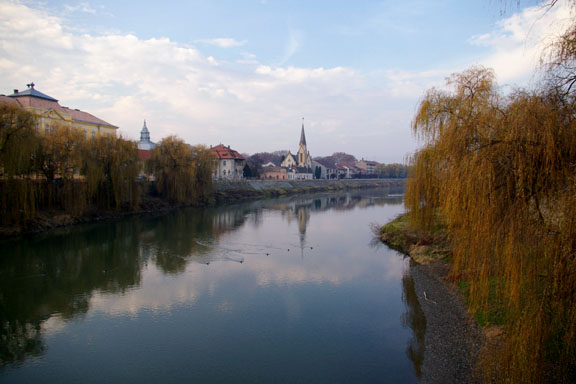
Тимиш в Лугоже

На Тимише стоят румынские города Карансебеш и Лугож, река протекает в 10 километрах от крупного города Тимишоара. Тимишоара (по-венгерски Темешвар венг. Temesvár) буквально означает «Город на Тимише», хотя через него течёт другая река — Бега, а сам Тимиш проходит в 10 километрах от города. Причина в том, что когда город получал своё имя, Тимиш и Бега из-за постоянных разливов меняли русло и даже сливались. Город Панчево стоит при впадении Тимиша в Дунай.
Тимиш начинается в горах к востоку от Лугожа, выйдя на равнину Баната скорость течения резко снижается, русло становится извилистым. В дождливые годы Тимиш сильно разливается, особенно в низовьях, создавая опасность наводнения. Ирригационные работы с целью регулирования уровня воды в реке ведутся с 50-х годов XX века, однако полностью опасность паводков не устранена. В 2005 году вышедший из берегов Тимиш полностью затопил несколько сербских деревень.
Ранее Тимиш впадал в Дунай в 40 километрах выше Панчева по течению, территория между старым и новым руслом реки называется Панчевачки-Рит и представляет собой болотистую низину, часто затопляемую при паводках и отличающуюся высоким плодородием почвы.